# Joni Madraiwiwi
Ratu Joni Madraiwiwi, Lord Madraiwiwi Tangatatonga (* 10. November 1957; † 29. September 2016) war ein prominenter Jurist aus Fidschi, Rechtswissenschaftler und Politiker. Er diente als Vize-Präsident und ebenfalls als geschäftsführender Präsident von Fidschi sowie als Chief Justice von Nauru.

## Leben
Ratu Madraiwiwi ist der älteste Sohn des Häuptlings Doktor Ratu Jione Atonio Rabici Doviverata, der auch sein Vorgänger im Amt des Roko Tui Bau war (bis 1995). Die Familie ist eine alte königliche Familie von der Insel Bau von Fidschi. Seine Mutter, Adi Losalini Raravuya Uluiviti kam aus der Häuptlingsfamilie (Tui) Nairai, aus der Provinz Lomaiviti von Fidschi. Sie war eine der ersten Frauen die Mitglied in Fidschis Legislative Council wurden und im weiteren Verlauf dem House of Representatives of Fiji (Member of Parliament) angehörte.
Ratu Madraiwiwi wurde am 10. Januar 2005 zeremoniell als Vizepräsident in sein Amt eingeführt, nachdem er von Präsident Ratu Josefa Iloilo nominiert und vom Great Council of Chiefs am 14. Dezember 2004 bestätigt worden war. Er übernahm das Amt bereits am 14. Dezember 2004 um die unvollendete Amtszeit seines Vorgängers, Ratu Jope Seniloli, zu Ende zu bringen, der am 29. November 2004 zurückgetreten war, nachdem ihm eine Verurteilung wegen Hochverrats in Verbindung mit seiner Rolle im Fiji coup of 2000 bevorstand. Madraiwiwis erste Priorität war es, Würde und Respekt für das Amt des Vizepräsidenten wiederherzustellen. Am 5. Dezember 2006 wurde Madraiwiwi jedoch seinerseits aus dem Amt vertrieben. Der Kommodore Frank Bainimarama der Republic of Fiji Military Forces informierte ihn, dass er bis zum 15. Januar 2007 seinen Posten räumen müsse, nachdem Bainimarama im 2006 Fijian coup d'état die Macht an sich gerissen hatte. Er wurde am 6. Dezember mit Gewalt aus seiner offiziellen Residenz und seinem Amt gejagt. Madraiwiwi verkündete in der zweiten Januarwoche 2007 jedoch, dass er nur „im Urlaub“ („on leave“) sei und in der Zwischenzeit seine private Anwaltspraxis bei Howards weiterführen würde.
2010 wurde Madraiwiwi durch König George Tupou V. von Tonga geehrt mit einem tongaischen Adelsrang und dem Titel Lord Madraiwiwi Tangatatonga. Aufgrund seiner fidschianischen und nauruischen Staatsbürgerschaft wurde er bereits 2013 für den Supreme Court of Nauru nominiert und 2014 zum Chief Justice ernannt. Diese Position hielt er bis zu seinem Tod am 29. September 2016.
Madraiwiwi war ein hervorragender Jurist, ein fleißiger Schriftsteller und Redner, der zahlreiche Artikel und Bücher verfasste. Sein letztes Werk war A Personal Perspective, seine Autobiographie.

### Karriere
Als der älteste Sohn des Häuptlings und von Adi Losalini Raravuya Dovi (Uluiviti) erhielt Madraiwiwi den Namen seines Großvaters väterlicherseits, Joni Madraiwiwi I., eines Ratu und frühen Colonial Administrators in der damaligen britischen Kronkolonie Fiji. Madraiwiwi II. wurde in Levuka, auf der Insel Ovalau geboren und erhielt zunächst den Titel Turaga na Roko Tui Bau, Vasall-Chief des Vunivalu von Bau, Paramount Chief der Kubuna Confederacy. Er erwarb einen Bachelor of Laws (LLB) an der University of Adelaide in Australien und ging dann nach Montreal, Kanada, um dort an der McGill University in Jura zu graduieren. Seinen Master of Laws (LL.M.) erwarb er 1989 an der McGill University Faculty of Law und spezialisierte sich in comparative law (Vergleichende Rechtswissenschaft). Seine Masterarbeit über Luft- und Raumfahrt-Recht trug den Titel The archipelagic regime under the United Nations convention of the Law of the Sea 1982: its development and effect on air law. Er erwarb ebenfalls ein Diplom in Air and Space Law (DipA&SL) vom Institute of Air and Space Law an der McGill University im Jahr 1988.
Danach kehrte Madraiwiwi nach Fidschi zurück und arbeitete für das Büro des Attorney-General of Fiji (Staatsanwalt) als Solicitor von 1983 bis 1991. Er wurde in der Folge zum permanent arbitrator (Schlichter/Schiedsrichter) ernannt und fungierte bis 1997, als er Richter des High Court of Fiji wurde. Mitte der 2000er trat er aus Protest gegen den 2000 Fijian coup d'état zurück. Damals wurde die gewählte Regierung gestürzt, die Verfassung von 1997 aufgehoben und das Judiziar-System durch einen Erlass neu gestaltet. Madraiwiwi führte daraufhin zunächst eine private Anwaltskanzlei als Partner von Howards. Er wirkte in dieser Zeit auch als Direktor der Fiji Times Limited (der führenden Zeitung in Fidschi), als Trustee des Fijian Trust Fund und als Human Rights Commissioner (Kommissar für Menschenrechte) und Chairman (Vorsitzender) des Citizens Constitutional Forum, einer pro-demokratischen Menschenrechtsorganisation.
2004 wurde er als Vice-President of Fiji eingesetzt. Der Rewa High Chief (Oberhäuptling) Ro Jone Mataitini befürwortete die Wahl, da Madraiwiwi über so umfassende Rechtskenntnisse und großen Rückhalt bei anderen Rassen- und Religions-Gruppen verfüge. Er war in Wirklichkeit ein Kompromiss-Kandidat zwischen den Lagern der Traditionalisten, die einen High Chief für die Vice-Presidency bevorzugten, und denen (u. a. Ratu Epeli Ganilau, ehemaliger Chairman of the Great Council of Chiefs), die keinen Eingeborenen in diesem Posten haben wollten als Geste des Entgegenkommens gegenüber den Indo-Fijians und anderen Minderheiten. Der Führer der Fiji Labour Party und ehemalige Premierminister Mahendra Chaudhry begrüßte ebenfalls Madraiwiwis Ernennung. Bei dieser Wahl spielten zusätzlich Erwägung zur Stammeszugehörigkeit eine Rolle. Die Stämme von Fidschi gehören zu drei Konföderationen: Kubuna, Burebasaga und Tovata. Präsident Iloilo gehörte zu Burebasaga und sein Vorgänger, Ratu Sir Kamisese Mara zu Tovata, daher musste der nächste Vice-President zu Kubuna gehören. Madraiwiwi wurde 1995 als Roko Tui Bau der Kubuna-Konföderation eingesetzt.
Die Verfassung von 1997 schreibt dem Vice-President eine rein zeremonielle Rolle zu, ausgenommen den Fall, dass der Präsident wirklich vertreten werden muss. Da der 84-jährige Präsident Iloilo krank war, wurde Priorität darauf gesetzt, dass der Vizepräsident eine respektierte Persönlichkeit war, die im Notfall die Präsidentschaft führen konnte. Madraiwiwi war in der Tat Acting President in der Abwesenheit von Iloilo 2005 und 2006.
In seiner Ausübung des Präsidentenamtes konnte Madraiwiwi am 16. Januar 2006 ein Friedensabkommen (truce) zwischen Premierminister Laisenia Qarase und dem Militär-Kommandanten Commodore Frank Bainimarama aushandeln. Die langandauernde 2005–06 Fijian Political Crisis hatte Befürchtungen um einen Militärputsch genährt. Unter Madraiwiwis Vermittlung machte jede Seite Zugeständnisse und Beobachter waren zunächst vorsichtig optimistisch, dass die Krise überwunden sein könnte. Das Friedensabkommen zerbrach jedoch. Am 5. Dezember fand schließlich doch noch der Staatsstreich statt.

### Nach der Vizepräsidentschaft
2008 wurde eine Truth and Reconciliation Commission in den Solomon Islands eingerichtet. Zur Aufarbeitung eines ethnischen Konfliktes wurden fünf Commissioner berufen, von denen zwei Ausländer sein sollte. Madraiwiwi wurde angefragt und wurde einer der beiden Foreign Commissioners. Er brachte „starke internationale Erfahrung über Menschenrechte in die Commission“ (strong international human rights experience to the TRC).
Im Januar 2010 erhob ihn König George Tupou V. in den nichterblichen Adelsstand (Life Peerage) im Königreich Tonga mit dem Titel Lord Madraiwiwi Tangatatonga.
Madraiwiwi wurde Chief Justice of Nauru nach dem Rücktritt von Geoffrey Eames QC. Er starb während seiner Amtszeit als Supreme Court Chief Justice of Nauru am 29. September 2016 nach einer kurzen Krankheit. Eine Woche später, am 7. Oktober 2016, wurde er in Sau Tabu in Bau Island beigesetzt. An den Trauerfeierlichkeiten nahmen auch der König von Tonga Tupou VI., sowie Mitglieder anderer wichtiger Häuptlingsfamilien teil.

## Familie
Ratu Madraiwiwi hat namhafte Vorfahren. Sein Großvater war, wie bereits erwähnt, Ratu Joni Madraiwiwi (1859–1920), sein Ur-Ur-Großvater Ratu Seru Epenisa Cakobau (1815–1883), der Häuptling, welcher Fidschi als Nation unter seiner Führung vereinigte, bevor das Land 1874 an die Briten fiel. Ein Onkel, Ratu Sir Lala Sukuna (1888–1958) traf Vorkehrungen, die für die Selbstständigwerdung notwendig waren.
Seine Frau war Adi Lusi Tuivanuavou (auch: Lusiana Paluvavau Qolikoro), die er am 5. Dezember 1998 auf der Insel Bau in Fidschi ehelichte.

## Politische Ansichten
Madraiwiwi war bekannt für seine offenen Stellungnahmen für politische und kulturelle Mäßigung und für seine Bemühungen Menschen zu ermutigen, kreative und praktische Lösungen für Kontroversen und Probleme in Fidschi zu suchen.

### Ethnische Spannungen und Menschenrechte
Madraiwiwi sprach sich immer gegen Ängste er einheimischen Bevölkerung gegenüber einer großen Indo-Fijian Population aus, da die Eigentümerschaft des größten Teils des Landes in der Verfassung von 1997 festgeschrieben ist. Er rief auch dazu auf, eine inklusive Behandlung aller Bürger Fidschis und eine gemeinsame Bezeichnung zu finden. „Fijian“ wurde seinerzeit zu oft für die Ethnische Gruppe verwendet, anstatt für die gesamte Bürgerschaft.
In einer Ansprache bei der Tagung der Fiji Law Society im Warwick Hotel an der Coral Coast von Fidschi am 2. Juli 2005 sagte Madraiwiwi, dass das Gefühl der Unsicherheit, welches von vielen eingeborenen Fidschianern gehegt wird, verschwinden würde, wenn sie bessere Bildung erwerben würden. Er konstatierte, die meisten Mitglieder der ethnischen Gemeinschaft misstrauten der Verfassung von 1997 und der Rechtsprechung, da beide missbraucht werden könnten, je nachdem, welche Regierung an der Macht sei – eine Einstellung, die geändert werden müsse. Sein Volk müsse verstehen, dass die Rechtsverbindlichkeit kein außerirdisches, westliches Konzept sei, sondern eine Idee, die genauso tief in der Tradition von Fidschi, wie in der Tradition des Westens verwurzelt sei.
Anlässlich eines Bildungs-Workshops in Suva am 13. Juli 2005 sagte Madraiwiwi, es sei falsch, die Rechte der Eingeborenen (indigenous rights) als übergeordnet über die Menschenrechte im Allgemeinen anzusehen. Die ILO Convention 169 (the Convention concerning Indigenous and Tribal Peoples in Independent Countries) macht klart, dass Indigenous Rights niemals getrennt von den Menschenrechten angewendet werden dürfen und nicht auf deren Kosten angewandt werden dürfen. Die Artikel, die sich auf ein Selbstbestimmtes System der Regierung für Eingeborene Völker beziehen, sind, nach seinen Worten, für Traditionen und Kulturelle Angelegenheiten bestimmt und „legitimieren oder autorisieren in Keiner Weise eine Vorherrschaft von Eingeborenen“ („not legitimise or authorise indigenous supremacy“).
Madraiwiwi wies auch Argumente einiger Politiker zurück, wonach die Briten, als sie Fidschi 1970 wieder in die Unabhängigkeit entließen, die Macht wieder zurück an die Häuptlinge (Ratu) hätten übertragen müssen. Madraiwiw wies eine rechtliche Kontinuität von den Häuptlingen über die Britische Kolonialherrschaft bis zum modernen Staat Fidschi nach. Universale Regeln erforderten, nach seinen Worten, dass die Fidschianer ihre angeborenen Rechte mit den fundamentalen Menschenrechten abstimmen müsste, die auch von anderen Gemeinschaften anerkannt würden. Die Akzeptanz dafür sei jedoch nicht bei allen vorhanden.
Diese Position machte er erneut deutlich in seiner Schlussansprache bei der Roundtable on Human Rights, Indigenous Rights, and Nationalism der Fiji Human Rights Commission am 23. Juli 2005 im Holiday Inn, Suva. Er bestand darauf, dass Indigenous Rights und Menschenrechte gegenseitig abhängig sind und, dass das eine ohne das andere nicht existieren kann.
In einer Ansprache an Kadetten des Xavier College in Ba am 27. Juli (Lautoka speech) erklärte Madraiwiwi, dass der Kreislauf der Schuldzuweisungen (cycle of blame) die Fidschianer in rassisch polarisierende Politik führt. Er sagte, dass Fidschi durch die ethnische und kulturelle Diversität um soviel reicher geworden sei, und lobte das Kadetten-Corps dafür, dass es ethnische Trennungen überwunden hätte und als ein großes Ganzes auftrete.
Bei seiner Ansprache zur Eröffnung der Fiji Week Celebrations am 7. Oktober 2005 rief Madraiwiwi die Nation auf, Fragen über die fundamentale Identität zu klären. Dazu gehöre es, ein inklusives Adjektiv für die Nationalität zu finden, da der Begriff „Fijian“ weitgehend als ethnischer Begriff Verwendung fände und von nicht-eingeborenen oft abgelehnt würde. Die Wahl einer nationalen Sprache und due Frage ob man die Flagge behalten oder ändern müsse, sollten ebenfalls angesprochen werden. Es würde nichts Gutes herauskommen, wenn man solche Fragen vermeide, weil erst durch die Lösung wahre Versöhnung und Einheit der Nation entstehen könne.

### Beziehung zwischen Kirche und Staat
In der Ansprache am 27. Juli (Lautoka speech) wandte sich Madraiwiwi gegen eine Etablierung von Fidschi als „christlicher Staat“, da er der Meinung war, dass dies eine „korrekte Beziehung“ (correct relationship) zwischen der mehrheitlich christlichen fidschianischen Ureinwohner-Bevölkerung und den hauptsächlich hinduistischen und moslemischen Indo-Fijian Community-Minderheit verhindere. Er äußerte seine Sorgen, dass das Erstarken neuer fundamentalistischer Denominationen auf Kosten der lange dominierenden Methodistischen Kirche eine „weniger tolerante Dimension der Arbeit von Christlichen Kirchen hervorruft“ (evoked a less tolerant dimension to the work of some Christian churches). Madraiwiwi hat seitdem oft wiederholt, dass die Vorschläge, einen christlichen Staat zu etablieren das Potential zu Spaltungen und Konflikten außer Acht lasse. Beim Religion and Governance Forum in Suva am 17. Mai 2005 sagte er, der Vorschlag habe seine Wurzeln in der Konversion einiger Häuptlinge zum Christentum und in dem Deed of Cession, in welchem die Häuptlinge ihre Souveränität 1874 an das Vereinigte Königreich abgaben. Wenn man jedoch ein multi-religiöses Land wie Fidschi betrachte, sei es nicht weise irgendeine Religion zu wählen. In einer früheren Ansprache bei einem Hindu-Treffen am 28. März kritisierte Madraiwiwi Politiker der Regierung dafür, dass sie Ansprachen ausschließlich mit christlichen Begriffen ausschmückten. „Wenn nationale Führer die Menschen in Fidschi in spezifisch christlichen Begriffen ansprechen, gleich in welcher Situation, dann ist fast die Hälfte der Bevölkerung ausgeschlossen. Wenn Gebet in einer gemischten Versammlung in einer Formulierung geäußert wird, die einen rein christlichen Gott zum Inhalt hat, dann schließen wir unabsichtlich aus und werten andere Anwesende aus anderen Religionen ab. Wenn wir christliche Symbole verwenden um Versöhnung zu fördern, Vergebung und Einheit, dann übergehen wir die Beiträge und gleichfalls reichen Traditionen, die in anderen Religionen und kulturellen Traditionen vorhanden sind.“
Madraiwiwi kritisierte ebenfalls, dass die Kirchen gescheitert seien bei der Bekämpfung bedeutender sozialer Probleme, inklusive Vergewaltigung, Inzest und Gewaltverbrechen. Er rief christliche Führer dazu auf, ein Beispiel zu sein für die Menschen, so dass das Handeln dem folgen solle, was sie predigten. Bei einer Ansprache im Lau-Archipel am 12. Mai 2005 stellte er den Häuptling von Lau und ehemaligen Präsidenten von Fidschi, Ratu Sir Kamisese Mara, als Beispiel vor, der „nicht nur in die Kirche ging, sondern das Leben eines Christen führte“ (who not only went to church but lived the life of a Christian). Madraiwiwi forderte andere religiöse Führer auf sich ebenso zu verhalten. Später sprach er beim Religion and Governance Forum in Suva (18. Mai 2005), wo er bemängelte, dass es Fälle gab, wo Gemeinden unvernünftige Forderungen an ihre Gemeindeglieder stellten in Bezug auf Zeitaufwand und Spenden, wodurch eine „signifikante Erosion von Familien-Werten“ entstanden sei („a significant erosion on family values“). Er rief die Kirchen auch dazu auf, das Problem von exzessivem yaqona-Genuss anzugehen, woraus seiner Meinung nach zahlreiche soziale Probleme entstanden seien. Er sorgte sich um die Methodistische Kirche, zu der ca. 2/3 der eingeborenen Fidschianer gehören und die auf dieser Konferenz alle diese Themen nicht aufgegriffen hatte. Er gab jedoch zu, dass die kulturelle Prägung der Fidschianer, die um Konsens bemüht ist anstatt um offene Debatten, aus solchen Themen wahrscheinlich Konflikte hervorrufen könnte.
Am 13. Mai 2005 antwortete der katholische Erzbischof Petero Mataca darauf. Er stimmte zu, dass die Kirche eine wichtige Rolle bei der bekämpfung von Verbrechen hätten, aber sie könnten nicht allein für das Problem verantwortlich gemacht werden.

### Das Häuptlingssystem von Fidschi
Madraiwiwi sprach auch darüber, dass die Häuptlinge besser für ihre Clanmitglieder zugänglich sein sollten und ihnen zuhören sollten. „Es wird unmöglich sein, etwas zu erreichen, wenn die Ältesten und Häuptlinge ihren eigenen Willen durchsetzen und zu stolz auf ihren Häuptlings-Status sind, so dass sie sich nicht in die niederen Sphären ihrer Menschen begeben“.
In einer Ansprache beim Pacific Regional Workshop on Leadership Development in Lami am 9. Juli 2005 sprach Madraiwiwi darüber, dass das Häuptlingssystem in Fidschi und in anderen pazifischen Inselstaaten sich an moderne Realitäten anpassen müsse. Die traditionelle Häuptlingsautorität bleibt bedeutend, so sagte er, aber ihre Rolle verliert ihre Bestimmung. Die britische Kolonisation hatte das Häuptlingssystem sogar verstärkt, es dabei jedoch in Wirklichkeit fossilisiert. Historisch gesehen hatte es eine gewisse Flexibilität gegeben, da die Häuptlinge ihre Stellung durch militärische Erfolge bestätigen mussten, aber der britische Protektionismus hatte den Häuptlingen eine nie dagewesene Reichweite und Tiefe (reach and depth) verliehen. Auch das Christentum hatte das System gestützt. In der Folge hatten sich Kirche und Häuptlingssystem verwoben und sich gegenseitig abgesichert, nicht immer zum Vorteil der Gesellschaft. Die wechselnden Realitäten der modernen Welt bedeuteten jedoch, dass die traditionellen Anführer die Führung des Landes mit anderen teilen müssen. Häuptlinge und Kirchenführer sollten anerkennen, dass die Tradition nicht in allen Situationen reibungslos mit den Menschenrechten zusammenspielt und, dass Sensibilität notwendig ist um unvermeidbare Spannungen zwischen der Kirche und der Tradition auf der einen Seite und den Menschenrechten auf der anderen Seite aufzulösen.
Bei der Konferenz der Fiji Medical Association am 1. September 2005 sagte Madraiwiwi, dass die Tage, in denen Häuptlinge, religiöse Leiter und Staatsbeamte erwarteten mit Unterwürfigkeit behandelt zu werden vorbei seien und er befürwortete diesen Wandel. Er rief die Ärzte dazu auf ein stärkeres Selbstbewusstsein zu entwickeln, da sie durch ihre Ausbildung, ihre Fähigkeiten und ihre Einkommensklasse eine Position einnähmen, die zur Führungsklasse der Gemeinschaft gehöre. „Auch die Welt außerhalb der Medizin gehört Euch. Zipperlein und Krankheiten zu behandeln ist nicht die Summe Eurer ganzen Existenz. Auch Ihr seid Bürger dieses Landes und solltet Euch in dieser Rolle sehen.“
Madraiwiwi vertrat auch die Ansicht, dass Demokratie noch nicht vollständig in Fidschi angekommen sei. Bei der Eröffnung der Konferenz der Commonwealth Parliamentary Association in Nadi am 6. September 2005 sagte er, dass in Fidschi die Konzepte der Menschenrechte und der Rechtsverbindlichkeit noch immer nicht vollständig anerkannt und geschätzt würden. Trotz Garantien der Verfassung seien einige Aspekte von Demokratie ausgesprochen dürftig umgesetzt. Ethnische Spannungen steigerten das Problem, wie er sagte. Die Indigenous Fijians und Indo-Fijians vertreten konkurrierende Prioritäten, die in einer Weise behandelt werden müssten, dass sie für alle fair umgesetzt würden.

„Alle unsere Gemeinschaften müssen sich anstrengen, auf die anderen zu zu gehen, anstatt passiv auf Gesten zu warten, die möglicherweise niemals gemacht werden. […] Soziale Integration kann nicht erzwungen werden und nicht in einem Tempo vollzogen werden, die für die jeweilige Gemeinschaft unangenehm ist.“

  Madraiwiwi war optimistisch im Bezug auf den Gesamtzustand der Rassen-Beziehungen, meinte aber, dass noch mehr getan werden könne: „Die Beziehungen zwischen unseren ethnischen Gemeinschaften sind generell gut, aber wir müssen weiter daran arbeiten, die Beziehungen zu verweben bis zu dem Punkt, dass sie miteinander verwoben und unverbüchlich sind.“
In derselben Ansprache lobte Madraiwiwi den Commonwealth of Nations.

„Die Stärke des Commonwealth liegt gerade in seiner Diversität und in dem Ansatz, Verständig zu sein im umgang mit ökonomischen, sozialen, politischen und kulturellen Systemen, die zu seinen Mitgliedern gehören. Die Gemeinschaftlichkeit (commonality) liegt in seiner Verbindung zur Menschlichkeit, im Großen und Ganzen hat er ein unveränderliches Forum geboten, dessen Mitglieder Angelegenheiten bedacht aufzugreifen und weiterzuführen.“

### Wirtschaftliche und Umweltpolitische Ansichten
Am 7. Juli 2005 rief Madraiwiwi seine Mit-Häuptlinge auf, zu überlegen, wie das Einkommen, welches durch touristische Einrichtungen erworben wird, die auf Land von eingeborenen Fidschianern gebaut sind, effektiver eingesetzt werden kann. Beim Tourism Forum im Sheraton Resort forderte er dazu auf, den jährlichen Gewinn, der zu der Zeit bei mehr als F$30 Mio. lag, für eine Beteiligung der eingeborenen Bevölkerung an der Industrie einzusetzen. Er forderte die führenden Persönlichkeiten dazu auf einen stärker doppel-parteilichen („bipartisan“)-Ansatz in nationalen Angelegenheiten einzunehmen, denn ein kleines Land mit begrenzten Ressourcen, könne sich keine „endlosen Debatten über Ethnizität und Identität“ (endless debates about ethnicity and identity) leisten. Es sei nötig, neue Ansätze zu finden.

„Wir müssen vorwärtsgehen und den Punkt überwinden, wo wir endlos die Dämonen beschwören, die uns die Geschichte mitgegeben hat.“

Bei einem Treffen von Greenpeace in Suva am 10. Juli 2005 im Andenken an den 20. Jahrestag der Versenkung der Rainbow Warrior durch französische Agenten der Direction Générale de la Sécurité Extérieure 1985, sagte Madraiwiwi, dass Atombombentests zwar damals ein Problem gewesen seien, die Region aber noch immer mit entscheidenden Umweltproblemen befasst sei. „Damals waren Atomtests das Problem des Tages, jetzt sind wir mit Problemen befasst wie Klimaveränderung, Überfischung, Entwaldung, Versand von radioaktivem Material durch die Gewässer des Pazifik und Anreicherung von atomarem Material. Wir müssen sehr wachsam sein, damit wir nicht erneut zu Opfern werden“ Madraiwiwi war ehemals selbst ein Mitglied des Greenpeace Board und forderte die Umweltlobby auf sich daran zu erinnern, dass „die Aktionen von wenigen mit Einsatz, den Verlauf der Weltgeschichte ändern können.“
Als Vizepräsident rief er ebenfalls dazu auf einen Kreuzzug gegen Korruption zu führen, und das Strafrecht der Public Service Commission zu entbürokratisieren um Verzögerung beim Kampf gegen Korruption und weiteren Missbrauch zu vermeiden. „[Korruption] zu bekämpfen fordert Mut, Bestimmung und Durchhaltevermögen. Die effektivste Methode dazu ist es, ein Klima zu schaffen, welches nicht für Korruption empfänglich ist“, sagte Madraiwiwi bei der Veröffentlichung des Buches Transparency International Fiji in Suva am 9. Dezember 2005.

### Ansichten zu Homosexualität
Am 31. August 2005 wurde Madraiwiwi der erste hochrangige Beamte in Fidschi, der für eine Legalisierung von Homosexualität plädierte. Bei der Eröffnungsveranstaltung der Konferenz der Fiji Medical Association in Suva erklärte er, dass er wohl den Ekel der großen Religionen gegenüber Homosexualität kenne, aber, dass er denke, es sei nicht Aufgabe des Staates die sexuellen Handlungen zu sanktionieren, die Menschen im privaten Raum praktizieren. „Was auch immer man darüber denkt, diejenigen, die sich entscheiden, diesen Lebensstil im privaten Bereich zu praktizieren, haben ein Recht dies zu tun.“ Madraiwiwis Kommentar kam zu einem Zeitpunkt, als die Methodistischen und andere Kirchen, sowie einige Hindu- und Moslem-Organisationen darauf drängten, die Schlupflöcher im Recht zu schließen, wodurch es einem Bürger von Fidschi und einem Ausländer möglich war, ungestraft davonzukommen, nachdem sie wegen homosexuellen Handlungen verurteilt worden waren. Madraiwiwis Befürwortung, Homosexualität zu legalisieren, lief auch gegen die Versicherungen von Premierminister Laisenia Qarase, dass Homosexualität illegal bleiben würde, so lange er im Amt sei.

### Poppy Drive Speech
Bei der Eröffnung des Poppy Drive (Veteranen-Hilfsaktion) am 21. Oktober rief Madraiwiwi Kriegsveteranen dazu auf, alten Groll beizulegen. Die generelle Weigerung von Indo-Fijians sich am Kampfgeschehen des Zweiten Weltkriegs zu beteiligen, verursachte weitverbreitete Verbitterungen bei den eingeborenen Fidschianern, die auch jetzt noch nicht völlig beigelegt sind. Madraiwiwi erklärte jedoch, dass auch die Indo-Fijians Mut auf ihre eigene Art gezeigt hätten, indem sie Misshandlungen von den Händen ihrer Kolonialherren „mit Stärke und Grazie“ (with fortitude and grace) ertragen hätten, gegenüber denen sie „nur geringen Grund gehabt hatten, dankbar zu sein.“ (they had little reason to be grateful). Er forderte die Menschen außerdem dadurch heraus, dass er hinterfragte, inwieweit die Wirtschaft hätte überleben können, wenn die Indo-Fijians ebenfalls in den Krieg gezogen wären. „Wer hätte das Zuckerrohr gepflanzt, die Mühlen betrieben und die Kolonie versorgt, wenn sie in die Schlacht gezogen wären?“
In derselben Ansprache betonte der Vizepräsident, dass nur diejenigen, welche die Schrecken des Krieges erlebt hätten wirklich den Wert der Freiheit schätzen könnten. Eine Generation sei aufgewachsen, die Freiheit als selbstverständlich ansähe, he said, aber eine Dankes-Schuld trüge, die niemals zurückgezahlt werden könne bei denen, die dafür mit ihrem Blut bezahlt hatten. Er sagte, dass Menschen mutiger geworden seien, wenn es darum ging ihre Rechte einzufordern, aber dies sei oft auch ein Grund für Kriege.

### Wahlsystem
Am 3. November 2005 drückte Madraiwiwi seine Bedenken gegenüber einem so genannten Alternative Vote aus, in welchem Elemente des Instant-Runoff-Voting und Electoral Fusion (Gemeinsame Wahl) enthalten seien, welches in Fidschi in den vergangenen zwei Wahlen angewandt worden war. Das System erlaubt es den politischen Parteien und Kandidaten ihre Stimmen in einer Constituency (Wahlbezirk) zu kombinieren nach einem vorher festgelegten Ranking von „Preferences“. Auch wenn Wähler theoretisch das Ranking nutzen können, taten dies bei den Wahlen jedoch nur die wenigsten und vielen war nachweislich nicht bewusst, dass eine Stimme, die für die Partei ihrer Wahl abgegeben wurde möglicherweise auf eine andere Partei übertragen wurde, die sie eben nicht unterstützen wollten. In der Praxis bedeutete dies, dass die Wähler für jede andere Partei wählten, je nach „Preferences“ und damit, so Madraiwiwi, sei die Wahlfreiheit verletzt. Es sei möglicherweise besser zu dem Alten first-past-the-post-System zurückzukehren.
Bei einer Tagung des Citizens Constitutional Forum am 9. Februar 2006 in Suva würdigte Madraiwiwi die Rufe nach einer Wahlreform. Er forderte eine Reduzierung der Zahl der Communal Constituencies (mit Wahlen nach ethnischen Wahllisten) und einer damit verbundenen Vermehrung der Open Constituencies (mit Wahlen nach universal suffrage). Communal Voting verstärkte die ethnischen Verwerfungen, die charakteristisch für die Wahlen in Fidschi seien und man solle davon abrücken.
Bei der Tagung wiederholte Madraiwiwi seine Bedenken in Bezug auf das damalige Wahlsystem und schlug vor, eine Verhältniswahl einzuführen, woraufhin Tomasi Vakatora von der, überwiegend aus eingeborenen bestehenden, Grand Coalition Initiative Group und Krishna Datt von der, überwiegend Indo-Fijian, Fiji Labour Party in einer seltenen Einheit die Forderung des Vizepräsidenten zurückwiesen und betonten, dass sie mit dem bisherigen Wahlsystem zufrieden seien.

### Kritik der ethnischen Politik
In seiner Ansprache vor der Pacific Islands Political Studies Association (PIPSA) am 24. November 2005 beschrieb Madraiwiwi die Rassenbeziehungen als „a work in progress“. Er beklagte die ethnische Verwerfungslinie, welche die Politik in Fidschi bestimmte. Das Wahlsystem, in dem fast zwei Drittel der Sitze im House of Representatives von Wählern bestimmt wurden, die zu geschlossenen ethnischen Wählerlisten gehörten, verstärke noch diese Spaltung. Letztendlich zögen sich die Menschen in ihre „ethnic fortresses“ (ethnischen Festungen) zurück und betrachteten sich gegenseitig mit Argwohn.
Madraiwiwi forderte dazu auf, persönliche Beziehungen auf Basis von Vertrauen über ethnische Grenzen hinweg aufzubauen. „Wir müssen beginnen uns gegenseitig zu trauen, wenn dieses Land in der Richtung voranschreiten soll, wie wir es wollen. Aber davor müssen wir die Vorarbeiten leisten, indem wir das Vertrauen durch Beziehungen entstehen lassen, die wir täglich pflegen.“
Ein Faktor war für Madraiwiwi Anlass für Optimismus: Die Eingeborenen-Bevölkerung wuchs zu diesem Zeitpunkt schneller, als die Gesamtbevölkerung und dadurch könnten nach und nach Ängste der Marginalisation entschärft werden.

### Stellung der Sprache von Fidschi
Beim 72. Jahrestreffen der Fijian Teachers Association in Suva am 9. Januar 2006 rief Madraiwiwi zusammen mit anderen dazu auf, die Sprache Fidschi zum Pflichtfach in allen Grundschulen zu machen. Die Generation seiner Eltern hatte den Schwerpunkt auf Englisch gelegt unter der Annahme, dass man Fidschi ja später lernen könne, aber dies habe dazu geführt, dass eine ganze Generation nur wenig Fidschi sprechen könne und wenn die Sprache nicht zum Unterrichtsfach gemacht würde, in einer weiteren Generation verloren sein könnte.